# Бран (Жиронда)
Бран (фр. Branne) насеље је и општина у југозападној Француској у региону Аквитанија, у департману Жиронда која припада префектури Либурн.
По подацима из 2011. године у општини је живело 1307 становника, а густина насељености је износила 542,32 становника/km². Општина се простире на површини од 2,41 km². Налази се на средњој надморској висини од 15 метара (максималној 81 m, а минималној 2 m).

## Демографија
| 1962. | 1968. | 1975. | 1982. | 1990. | 1999. | 2011. |
| ----- | ----- | ----- | ----- | ----- | ----- | ----- |
| 722   | 750   | 764   | 850   | 875   | 949   | 1.307 |

График промене броја становника у току последњих година